# Zona a ossigenazione minima
La zona a ossigenazione minima, nota anche con l'acronimo OMZ dall'inglese oxygen minimum zone, è la zona in cui la saturazione dell'ossigeno nell'acqua dell'oceano è al minimo.
Questa zona si trova a profondità da circa 200 m a 1500 m a seconda delle circostanze locali. Le OMZ si trovano in tutti gli oceani, tipicamente lungo le coste occidentali dei continenti, in aree di interazione di processi biologici e fisici nella quale i primi abbassano la concentrazione di ossigeno mentre i secondi limitano il mescolamento dell'acqua poco ossigenata con le acque circostanti creando una massa di acqua in cui le concentrazioni di ossigeno scendono dall'intervallo normale di 4-6 mg/L a meno di 2 mg/L.

## Processi biologici e fisici
Le acque oceaniche superficiali hanno generalmente concentrazioni di ossigeno vicine all'equilibrio con l'atmosfera terrestre. In generale, le acque più fredde contengono più ossigeno di quelle più calde. Quando l'acqua esce dallo strato di mescolamento per entrare nel termoclino si arricchisce di particolato organico dagli strati superiori. I batteri aerobici metabolizzano questa materia organica; l'ossigeno viene utilizzato come parte del processo metabolico batterico, abbassando la sua concentrazione nell'acqua. Pertanto la concentrazione di ossigeno nelle acque profonde dipende dalla quantità di ossigeno presente nello strato superficiale da cui viene sottratta la quota impiegata dagli organismi di profondità.

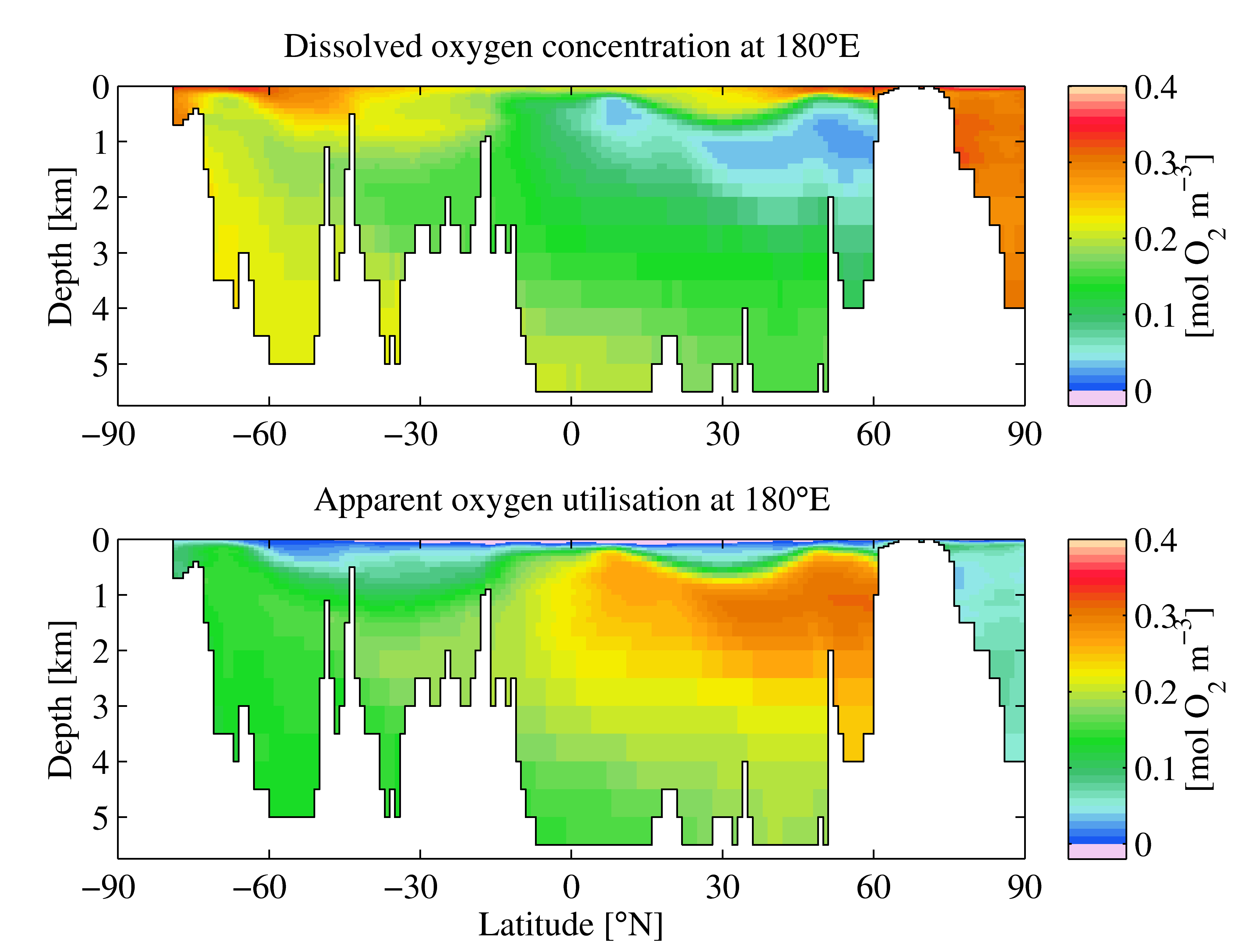
Ossigeno disciolto medio annuo (in alto) e utilizzo apparente dell'ossigeno (in basso) dal World Ocean Atlas. I dati riportati mostrano una sezione che corre da nord a sud al 180º meridiano (approssimativamente il centro dell'Oceano Pacifico). Le regioni bianche indicano la batimetria della sezione. Nel grafico superiore un minimo nel contenuto di ossigeno è indicato dall'ombreggiatura blu chiaro tra l'Equatore e il 60° parallelo nord a una profondità media di circa 1000 m.

Il flusso di materia organica verso il basso diminuisce bruscamente con la profondità, con l'80-90% consumato nei primi mille metri.  L'oceano profondo ha quindi una maggiore quantità di ossigeno perché i tassi di consumo di ossigeno sono bassi rispetto all'apporto di acque profonde fredde e ricche di ossigeno provenienti dalle regioni polari. Negli strati superficiali, l'ossigeno è fornito dalla fotosintesi del fitoplancton. Le profondità intermedie, tuttavia, presentano tassi più elevati di consumo di ossigeno e tassi più bassi di apporto advettivo di acque ricche di ossigeno.  In gran parte dell'oceano, i processi di mescolamento consentono il rifornimento di ossigeno a queste acque (upwelling).
La distribuzione delle zone a ossigenazione minima nell'oceano aperto è controllata dalla circolazione oceanica su larga scala e da processi fisici e biologici locali. Ad esempio, il vento che soffia parallelamente alla costa provoca il trasporto di Ekman che porta i nutrienti dalle acque profonde. L'aumento dei nutrienti favorisce la fioritura del fitoplancton, il suo consumo da parte dello zooplancton e una rete alimentare complessivamente produttiva in superficie.  I sottoprodotti di questi organismi affondano sotto forma di particolato organico e di carbonio organico disciolto (da detriti vegetali, organismi morti, pellet fecali, escrezioni, gusci, scaglie eccetera).  Questa “pioggia” di materia organica alimenta il ciclo microbico e può portare a fioriture batteriche nelle acque al di sotto della zona eufotica a causa dell'afflusso di nutrienti. Dal momento che l'ossigeno non viene prodotto come sottoprodotto della fotosintesi al di sotto della zona eufotica, questi microrganismi consumano l'ossigeno presente nell'acqua mentre scompongono la materia organica in caduta, creando così condizioni di minore ossigenazione.
I processi fisici limitano il mescolamento e isolano l'acqua a basso contenuto di ossigeno dalle altre masse d'acqua. La miscelazione verticale è limitata dalla separazione dallo strato di mescolamento a causa della profondità. Il mescolamento orizzontale è limitato dalla batimetria e dai confini formati dalle interazioni con i vortici subtropicali e altri importanti sistemi di correnti.

### Microrganismi
Nelle OMZ la concentrazione di ossigeno scende a livelli <10 nM alla base del livello impoverito di ossigeno e può rimanere anossica per oltre 700 m di profondità. Questa carenza di ossigeno può essere aggravata o aumentata a causa di processi fisici che modificano l'apporto di ossigeno, come l'avvezione indotta dagli spostamenti dell'aria, la debole ventilazione, l'aumentata stratificazione delle acque oceaniche e l'aumento della temperatura degli oceani che riduce la solubilità dell'ossigeno.
Su scala microscopica, i processi che causano la deossigenazione degli oceani si basano sulla respirazione aerobica microbica. La respirazione aerobica è un processo metabolico che i microrganismi come i batteri o gli archei utilizzano per ottenere energia degradando la materia organica, consumando ossigeno, producendo CO2 e ottenendo energia sotto forma di ATP. Nell'oceano i microrganismi fotosintetici di superficie o fitoplancton utilizzano l'energia solare e la CO2 per produrre molecole organiche, rilasciando ossigeno nel processo. Una buona parte della materia organica proveniente dalla fotosintesi si trasforma in materia organica disciolta che viene consumata dai batteri durante la respirazione aerobica nelle acque illuminate dal sole. Un'altra frazione di materia organica affonda nell'oceano profondo formando aggregati chiamati neve marina. Questi aggregati in affondamento vengono consumati attraverso la degradazione della materia organica e la respirazione in acque profonde.
In profondità, dove la luce non può arrivare, la respirazione aerobica è il processo dominante. Quando l'ossigeno in una porzione d'acqua viene consumato, esso non può essere rimpiazzato senza che l'acqua raggiunga la superficie dell'oceano. Quando le concentrazioni di ossigeno scendono al di sotto di 10 nM, possono avere luogo processi microbici normalmente inibiti dall'ossigeno, come la denitrificazione e l'anammox. Entrambi i processi estraggono l'azoto elementare dai composti azotati e l'azoto elementare che non rimane in soluzione fuoriesce come gas, determinando una perdita netta di azoto dall'oceano.

### Biodisponibilità dell'ossigeno

#### Richiesta di ossigeno
La richiesta di ossigeno di un organismo dipende dal suo tasso metabolico. Il tasso metabolico può essere influenzato da fattori esterni, come la temperatura dell'acqua, e da fattori interni, come la particolare fisiologia della specie, lo stadio vitale, le dimensioni e il livello di attività dell'organismo. La temperatura corporea degli ectotermi (come i pesci e gli invertebrati) cambia con la temperatura dell'acqua. Quando la temperatura esterna aumenta, anche il metabolismo degli ectotermi aumenta, incrementando il loro fabbisogno di ossigeno. Specie diverse hanno diversi tassi di metabolismo basale e quindi un diverso fabbisogno di ossigeno.
Anche i diversi stadi vitali degli organismi hanno esigenze metaboliche diverse. In generale, gli stadi più giovani tendono a crescere rapidamente di dimensioni e ad avanzare rapidamente nei vari stadi dell'ontogenesi. Quando l'organismo raggiunge la maturità, le richieste metaboliche passano dalla crescita e dallo sviluppo al mantenimento, che richiede molte meno risorse. Gli organismi più piccoli hanno un metabolismo più elevato per unità di massa, quindi richiedono più ossigeno per unità di massa, mentre gli organismi più grandi richiedono generalmente più ossigeno totale. Anche maggiori livelli di attività richiedono una maggior quantità di ossigeno.
Ecco perché la biodisponibilità è importante nei sistemi a basso contenuto di ossigeno: una quantità di ossigeno pericolosamente bassa per una specie potrebbe essere più che sufficiente per un'altra.

#### Indici e calcoli
Sono stati proposti diversi indici per misurare la biodisponibilità: indice di respirazione, indice di disponibilità dell'ossigeno, e indice metabolico L'indice di respirazione descrive la disponibilità di ossigeno in base all'energia libera disponibile nei reagenti e nei prodotti dell'equazione stechiometrica per la respirazione. Tuttavia, gli organismi possono variare l'assunzione di ossigeno e il rilascio di anidride carbonica, quindi l'equazione stechiometrica rigorosa non è necessariamente accurata. L'indice di disponibilità dell'ossigeno tiene conto della solubilità e della pressione parziale dell'ossigeno, insieme al coefficiente di temperatura Q10 dell'organismo, ma non tiene conto dei cambiamenti comportamentali o fisiologici degli organismi per compensare la ridotta disponibilità di ossigeno. L'indice metabolico tiene conto dell'apporto di ossigeno in termini di solubilità, pressione parziale e diffusività dell'ossigeno in acqua e del tasso metabolico dell'organismo. L'indice metabolico è generalmente considerato un'approssimazione più vicina alla reale biodisponibilità dell'ossigeno rispetto agli altri indici.
Esistono due soglie di ossigeno richieste dagli organismi:

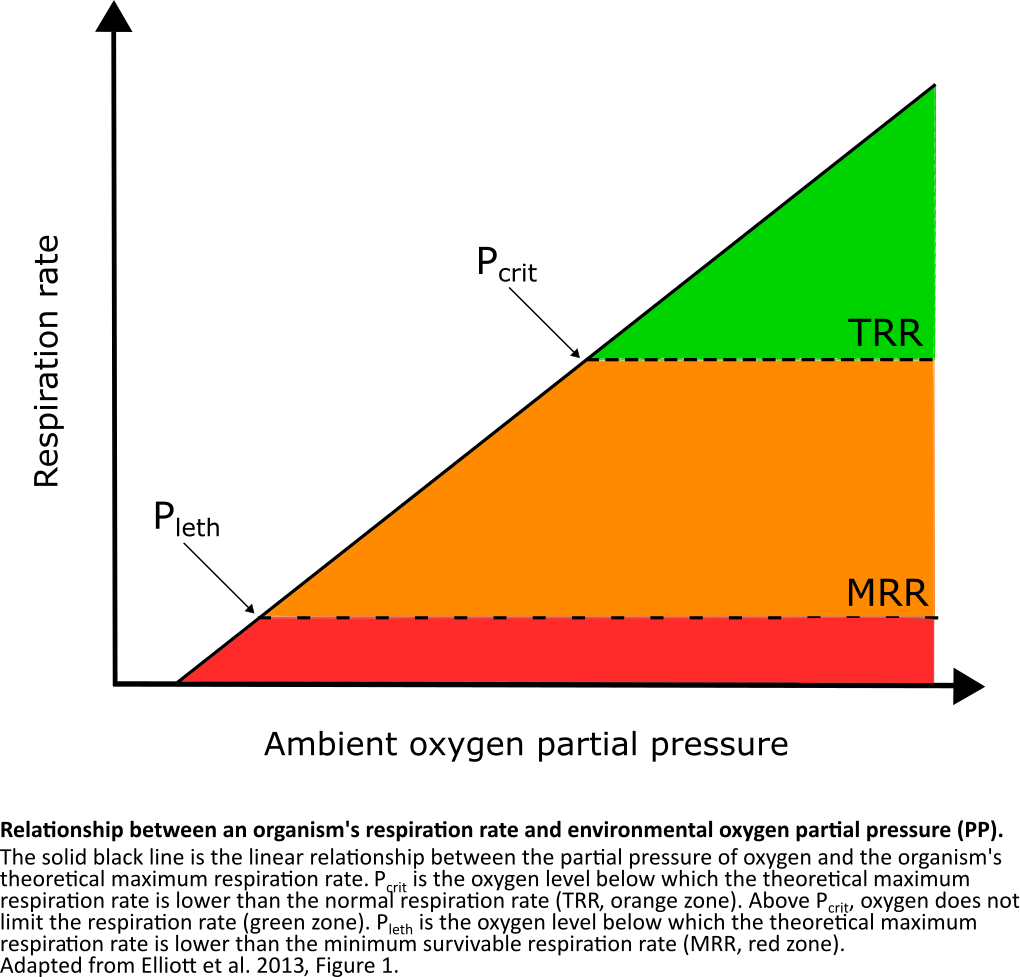
Respirazione- Pcrit and Pleth

- Pcrit (pressione parziale critica) - il livello di ossigeno al di sotto del quale un organismo non può sostenere un normale tasso di respirazione.
- Pleth (pressione parziale letale) - il livello di ossigeno al di sotto del quale un organismo non può sostenere il tasso di respirazione minimo necessario per la sopravvivenza[21][22].

Poiché la biodisponibilità è specifica per ogni organismo e per ogni temperatura, il calcolo di queste soglie viene effettuato sperimentalmente misurando i tassi di attività e di respirazione in diverse condizioni di temperatura e di ossigeno, oppure raccogliendo dati da studi separati.

## Vita nelle OMZ
Nonostante le condizioni di scarsa ossigenazione, gli organismi si sono evoluti per vivere all'interno e in prossimità delle OMZ. Per questi organismi, come il calamaro vampiro, sono necessari adattamenti specifici per poter consumare una minore quantità di ossigeno o per estrarlo dall'acqua in maniera più efficiente. Ad esempio, il misidaceo Gnathophausia ingens continua a vivere in modo aerobico nelle OMZ. Hanno branchie molto sviluppate con un'ampia superficie e una sottile barriera tra sangue e acqua che consente un'efficace rimozione dell'ossigeno dall'acqua (fino al 90% di rimozione dell'O2 dall'acqua inalata) e un sistema circolatorio efficiente con un'elevata capacità e un'alta concentrazione ematica di una proteina (emocianina) che lega velocemente l'ossigeno.
Un'altra strategia utilizzata da alcune classi di batteri nelle zone a ossigenazione minima è quella di utilizzare il nitrato anziché l'ossigeno, abbassando così le concentrazioni di questo importante nutriente. Questo processo è chiamato denitrificazione. Le zone di minimo ossigeno svolgono quindi un ruolo importante nella regolazione della produttività e della struttura delle comunità ecologiche dell'oceano globale. Ad esempio, i giganteschi ammassi batterici che galleggiano sulla OMZ al largo della costa occidentale del Sud America potrebbero svolgere un ruolo chiave nella ricchissima attività di pesca della regione, dato che sono stati trovati tappeti batterici delle dimensioni dell'Uruguay.

### Zooplancton
La diminuzione della disponibilità di ossigeno determina una riduzione della produzione di uova, dell'assunzione di nutrimento e della respirazione e dei tassi metabolici di molte specie di zooplancton. Anche la temperatura e la salinità nelle aree in cui le concentrazioni di ossigeno diminuiscono influiscono sulla disponibilità di ossigeno. Temperature e salinità più elevate riducono la solubilità dell'ossigeno e ne diminuiscono la pressione parziale. Questa diminuzione della pressione parziale aumenta i tassi di respirazione degli organismi, facendo aumentare la richiesta di ossigeno dell'organismo.
Oltre a modificare le proprie funzioni vitali, gli organismi dello zooplancton alterano la propria distribuzione in risposta alla presenza di zone ipossiche o anossiche. Molte specie evitano attivamente le zone a bassa concentrazione di ossigeno, mentre altre sfruttano la scarsa tolleranza all'ipossia dei loro predatori e usano queste aree come rifugio. Gli organismi dello zooplancton che compiono migrazioni nictemerali per evitare la predazione e le condizioni di scarsità di ossigeno, espellono l'ammonio in prossimità dei limiti della OMZ e contribuiscono all'aumento dell'ossidazione anaerobica dell'ammonio (anammox) che produce N2 in forma gassosa. Con l'espansione verticale e orizzontale delle regioni ipossiche gli intervalli di abitabilità del fitoplancton, dello zooplancton e del necton si sovrappongono sempre più, aumentando la loro suscettibilità alla predazione e allo sfruttamento umano.

## Cambiamenti
Le OMZ sono cambiate nel tempo a causa degli effetti di numerosi processi chimici e biologici globali. Per valutare questi cambiamenti, gli studiosi utilizzano modelli climatici e campioni di sedimenti per comprendere i cambiamenti dell'ossigeno disciolto nelle OMZ. Molti studi recenti sulle OMZ si sono concentrati sulle loro fluttuazioni nel tempo e su come potrebbero cambiare attualmente a causa dei cambiamenti climatici.

### Su scala temporale geologica
Alcune ricerche hanno cercato di capire come le OMZ siano cambiate nel corso della scala dei tempi geologici. Nel corso della storia degli oceani terrestri, le OMZ hanno subito fluttuazioni su lunghe scale temporali, diventando più grandi o più piccole a seconda di molteplici variabili. I fattori che modificano le OMZ sono la quantità di produzione primaria oceanica con conseguente aumento della respirazione a profondità maggiori, i cambiamenti nell'apporto di ossigeno dovuti alla scarsa ventilazione e la quantità di ossigeno fornita dalla circolazione termoalina.